# أونوريه هيبوليت أشيل غيرفيه
أونوريه هيبوليت أشيل غيرفيه هو محامي وسياسي كندي، ولد في 13 أغسطس 1864 في Richelieu, Quebec ‏ في كندا، وتوفي في 8 أغسطس 1915. نشط حزبياً في الحزب الليبرالي الكندي. وقد انتخب عضو مجلس العموم الكندي.